# Cloud européen
 (décembre 2014).
Si vous disposez d'ouvrages ou d'articles de référence ou si vous connaissez des sites web de qualité traitant du thème abordé ici, merci de compléter l'article en donnant les références utiles à sa vérifiabilité et en les liant à la section « Notes et références ».
Le cloud européen est un service d'informatique en nuage portée par des standards et règles européennes assurant l'ouverture, l’interopérabilité, la sécurité des données pour ses utilisateurs États, entreprises et particuliers.
Face à la puissance américaine dans le domaine du cloud et au retard européen, plusieurs initiatives sont lancées pour une « infrastructure de données européenne », au nom de sa « souveraineté ».

## Objectifs
La Commission européenne a établi en 2021 un groupe d'experts chargé d'accélérer la création d’un cloud européen. Il devra établir des conditions sures pour les contrats applicables aux services informatiques en nuage.
Ce groupe devra également statuer sur les bonnes pratiques à mettre en œuvre afin de garantir la sécurité des usagers et de répondre aux préoccupations des consommateurs et des petites PME, qui renoncent souvent à recourir à de tels services faute de contrats sécurisants.
Ce groupe est constitué à la suite du scandale d'espionnage de la NSA (le scandale PRISM), sous la demande des usagers réticents à laisser leurs données personnelles aux mains des États-Unis. Selon une étude de l'entreprise Cloud Security Alliance, un non-résident américain sur 10 a retiré ses données d'une entreprise installée aux États-Unis.
Les acteurs européens du marché espèrent bénéficier de ce scandale afin de gagner des parts de marché.
Selon les dires de Viviane Reding : « Nous demandons ainsi à des experts d'établir un ensemble équilibré de clauses et de conditions contractuelles afin que les consommateurs et les petites et moyennes entreprises puissent recourir en toute confiance aux services d’informatique en nuage. La confiance paie : les citoyens doivent pouvoir être certains que les services qu’ils utilisent sont équitables et fiables ».
En 2020, face à la puissance américaine dans le domaine du cloud autour d'Amazon, Google, Microsoft et au retard européen, le projet franco-allemand GAIA-X est lancé pour une « infrastructure de données européenne », au nom de la « souveraineté ». L’initiative est plutôt une coopération d’acteurs européens existants. Et un label promouvant « les principes d’ouverture, d’interopérabilité, de transparence et de confiance dans la mise en place d'un standard européen. Les 22 premiers membres sont des grandes entreprises françaises et allemandes, soit fournisseurs de solutions d’hébergement et de logiciels, soit clientes de ces services : Orange, Deutsche Telekom, Bosch, Siemens, Atos, OVHcloud, Scaleway, BMW….
Plusieurs experts et gouvernements européens s'inquiètent de la multiplication des partenariats que signent de grandes entreprises européennes avec des géants américains pour accélérer dans le cloud computing.
En juillet 2020, un arrêt de la Cour de justice de l'Union européenne estime que la législation actuellement en vigueur aux États-Unis ne permet pas d’assurer un niveau de protection adéquat pour les personnes concernées européennes dont les données transiteraient par les États-Unis, invalide le Bouclier de protection des données UE-États-Unis connu sous le nom de Privacy Shield.
Le 18 novembre 2021, un des 22 membres fondateurs, Scaleway annonce son retrait de GAIA-X en raison de la présence jugée trop importante des acteurs américains comme Microsoft, Google ou Amazon, qui contrôlent environ 70 % du marché.
L'Autrichien Maximillian Schrems parvient à faire annuler l’accord Privacy Shield définissant les règles de transfert des données personnelles hors d’Europe. Selon lui, « jusqu’à présent, les entreprises américaines ont ignoré le droit européen chaque fois qu’il y a eu un conflit entre le droit de l’Union européenne et les lois des Etats-Unis [...]. Il peut être nécessaire de construire des alternatives européennes ».

## Marché
Selon KPMG France dans un livre blanc sur le sujet, le marché européen de l'informatique en nuage est en forte croissance et à forts enjeux : il connaît +27 % de croissance entre 2017 et 2019, est estimé à 53 milliards d'euros en 2020 et devrait atteindre 300 à 500 milliards en 2027-2030,.
Ce rapport souligne que d'un point de vue « légal et réglementaire, le marché du cloud computing présente des risques élevés et un besoin d’harmonisation entre les marchés américains et européens ».